# Andrés Schetino
Edgardo Andrés Schetino Yancev (Montevideo, 26 maggio 1994) è un calciatore uruguaiano, centrocampista del Fénix.

## Caratteristiche tecniche
È un interno di centrocampo che può giocare anche come centrocampista centrale. Fa della forza fisica il suo punto di forza. Abbina velocità, corsa e visione di gioco. Grazie alla sua statura è abile nel gioco aereo.

## Carriera

### Club
Schetino ha fatto il suo esordio in Primera División nella stagione 2013-14 con la maglia del Fénix, raggiungendo un totale di 20 presenze a fine campionato. L'anno successivo si conferma in prima squadra con 19 presenze e due gol.
Dopo essere stato acquistato dalla Fiorentina, per 3,5 milioni di euro facendogli firmare un contratto quadriennale, il 28 gennaio 2016 il Livorno comunica l'acquisto in prestito del giocatore. In amaranto non entrerà mai in campo pur scendendo 13 volte consecutive in panchina dal mese di marzo fino a fine stagione. Il 29 luglio 2016 viene ceduto in prestito al Sevilla Atlético, seconda formazione del Sevilla, militante in Segunda División., scendendo in campo otto volte come titolare e dodici come subentrato senza segnare alcun gol. Al termine del prestito rientra alla Fiorentina.
Il 26 agosto 2017 passa in prestito con diritto di riscatto e controriscatto a favore dei viola ai danesi dell'Esbjerg. Terminata l'avventura danese, ritorna a Firenze per ripartire nuovamente in prestito: il 9 agosto 2018 firma con il Cosenza in Serie B, dove, complice un infortunio al ginocchio, scenderà in campo solo 4 volte. Il 1º settembre 2019, rescinde consensualmente il contratto con la Fiorentina, senza aver mai esordito in maglia viola.
Dopo aver militato per più di tre anni in patria, nella fila del Centro Atlético Fénix, con cui mette a referto più di 150 partite, nel 2023 passa al Bellinzona, squadra militante nella serie B elvetica., per poi tornare al Fenix dopo una sola stagione.

### Nazionale
È stato convocato nella nazionale Under 20 sotto la guida di Juan Verzeri in una partita amichevole. Il 19 maggio 2015, si è allenato. Nel 2015 ha fatto parte della nazionale under 22 che ha preso parte al Torneo di calcio dei XVII Giochi Panamericani a Toronto, vincendo la medaglia d'oro.

## Statistiche

### Presenze e reti nei club
Statistiche aggiornate al 2 luglio 2019
| Stagione         | Squadra           | Campionato      | Campionato | Campionato | Coppe nazionali | Coppe nazionali | Coppe nazionali | Coppe continentali | Coppe continentali | Coppe continentali | Altre coppe | Altre coppe | Altre coppe | Totale | Totale |
| Stagione         | Squadra           | Comp            | Pres       | Reti       | Comp            | Pres            | Reti            | Comp               | Pres               | Reti               | Comp        | Pres        | Reti        | Pres   | Reti   |
| ---------------- | ----------------- | --------------- | ---------- | ---------- | --------------- | --------------- | --------------- | ------------------ | ------------------ | ------------------ | ----------- | ----------- | ----------- | ------ | ------ |
| 2013-2014        | Fénix             | PD              | 20         | 0          |                 | -               | -               |                    | -                  | -                  |             | -           | -           | 20     | 0      |
| 2014-2015        | Fénix             | PD              | 19         | 2          |                 | -               | -               |                    | -                  | -                  |             | -           | -           | 19     | 2      |
| 2015-2016        | Fénix             | PD              | 14         | 1          |                 | -               | -               |                    | -                  | -                  |             | -           | -           | 14     | 1      |
| Totale Fénix     | Totale Fénix      | Totale Fénix    | 53         | 3          |                 | -               | -               |                    | -                  | -                  |             | -           | -           | 53     | 3      |
| gen. 2016        | Fiorentina        | A               | 0          | 0          | CI              | 0               | 0               | UEL                | 0                  | 0                  |             | -           | -           | 0      | 0      |
| gen. - giu. 2016 | Livorno           | B               | 0          | 0          | -               | -               | -               | -                  | -                  | -                  |             | -           | -           | 0      | 0      |
| 2016-2017        | Siviglia Atlético | SD              | 20         | 0          | -               | -               | -               | -                  | -                  | -                  |             | -           | -           | 20     | 0      |
| ago. 2017        | Fiorentina        | A               | 0          | 0          | CI              | 0               | 0               | -                  | -                  | -                  |             | -           | -           | 0      | 0      |
| set. 2017-2018   | Esbjerg           | SL              | 19         | 1          | CD              | 1               | 0               | -                  | -                  | -                  | -           | -           | -           | 20     | 1      |
| 2018-2019        | Cosenza           | B               | 4          | 0          | CI              | 0               | 0               | -                  | -                  | -                  | -           | -           | -           | 4      | 0      |
| set. 2019-       | Fénix             | PD              | 0          | 0          |                 | -               | -               |                    | -                  | -                  |             | -           | -           | 0      | 0      |
| Totale carriera  | Totale carriera   | Totale carriera | 96         | 4          |                 | 1               | 0               |                    | -                  | -                  |             | -           | -           | 97     | 4      |